# Arche Nora
Arche Nora ist ein 1947 gedrehtes deutsches Zeitdrama von Werner Klingler mit dem erfahrenen Theater- und Filmschauspieler Willy Maertens in einer Hauptrolle. An seiner Seite spielen die Jungmimen Claus Hofer, Harry Meyen sowie Edith Schneider als Nora, allesamt Filmdebütanten. Mit dieser Produktion begann nach rund 15 Jahren Unterbrechung wieder eine regelmäßige Spielfilmherstellung in Hamburg.

## Handlung
In den frühen Jahren nach Beendigung des Zweiten Weltkriegs. Deutschland liegt in Trümmern, und die jungen Menschen wollen nur noch nach vorn schauen, auf der Suche nach dem kleinen, privaten Glück und einer besseren, friedlichen Zukunft. Dies bedeutet für die beiden jungen Kriegsheimkehrer Klaus Schriewer und Peter Stoll, die sich ihr wirtschaftliches Überleben mit einem kleinen Handwagen-Transportbetrieb gesichert haben, erst einmal die Suche nach einer einigermaßen bewohnbaren Unterkunft. Beide Freunde haben ein Schiffswrack, ein ehemaliger Fischkuttersegler, ausgemacht, das sie „Arche Noah“ nennen und das sie zu ihrem bewohnbaren Zuhause aufhübschen wollen.
Zu den beiden lebensbejahenden Kerlen stößt eines Tages eine gleichfalls noch junge Frau, Nora. Sie ist schwanger, ein in diesen harten Zeiten nicht gerade unproblematischer Zustand. Nora ist zutiefst verzweifelt und will ihr Leben freiwillig beenden, zumal ihr kriegsbedingt traumatisierter Ehemann Jochen ihr keine Stütze ist. Er hat nicht nur seine ökonomische Existenz, sondern auch all seinen Lebensmut verloren und ist in tiefer Resignation verfallen. Peter und Klaus bewahren Nora vor einer großen Dummheit, und eine Zeitlang wird aus der „Arche Noah“ die „Arche Nora“. Klaus und Peter werden zum Inbegriff einer Hoffnung schöpfenden Generation, die nicht mehr zurückblickt und nur noch einen Neuanfang wagen möchte. Sie zeigen unbeirrbare Aufbaumentalität und stecken die scheinbar gescheiterten Eheleute mit ihrem Positivismus geradezu an, sodass es auch für Noras und Jochens Ehe wieder eine Chance gibt.

## Produktionsnotizen
Arche Nora entstand ab Juli 1947 als erste Produktion der Hamburger Real-Film (Trebitsch, Koppel) im Alster-Film-Atelier in Hamburg-Ohlstedt, einem früheren Gasthaus, und wurde am 6. Februar 1948 im Hamburger Waterloo-Kino uraufgeführt.
Gyula Trebitsch wirkte als Produktionsleiter. Herbert Kirchhoff gestaltete die Filmbauten. Robert Fehrmann kümmerte sich um den Ton. Filmeditor Klaus Dudenhöfer durfte hier erstmals eigenständig einen Film schneiden.
Der spätere Filmregisseur und -Produzent Hans Billian spielte hier seine einzige Filmrolle.
Diese Produktion war ein so genannter Austauschfilm Westdeutschland/Mitteldeutschland. Am 28. Mai 1948 war er erstmals in Berlin-Ost zu sehen.

## Kritiken
Der Spiegel befand anlässlich der Uraufführung: „Der Film sagt ohne billigen Optimismus und ohne Verniedlichung der Zeit aus der Trümmerperspektive zum Leben Ja. Ein Film ohne Phrasen und Seelenakrobatik, mit jungen Menschen, die wirklich jung sind, nicht nur so maskiert.“
Erika Müller schrieb in anlässlich der Hamburger Premiere in der Zeit: „Hamburg, die neue Filmstadt, sonnte sich bei der – festlichen Uraufführung des ersten Films der Real-Filmproduktions-Gesellschaft ‚Arche Nora‘ … Im äußeren Glanze einer Premiere, wie man ihn so strahlend nach dem Kriege noch nie erlebt hat. (…) Man tat, als ob die Zeiten besser und dieser Film gut sei… (…) Eine intensive. Milieuschilderung unserer Trümmerwirklichkeit: dies wollte dieser Film, aber – und dieses Aber sicherte ihm den Beifall – Optimismus und Humor sind die Leitmotive. Gewiß, dies Lächeln unter Trümmern ist noch dem Lächeln unter Tränen nahe. Jedoch, eine mutige Aufforderung, von der Passivität zum aktiven Handeln, vom Selbstmitleid zur lachenden Freiheit dessen zu kommen, der von den irdischen Gütern dieser Welt wahrhaft unabhängig ist – dieser Verweil ist auch etwas wert, auch wenn er nicht glückte. (…) Edith Schneider anmutig und sympathisch, ein schlichtes, tapferes Mädchen von heute; Harry Meyen rauh, aber empfindsam, und Klaus Hofer. rauh, aber herzlich, zwei junge Burschen mit Lebensmut. Dies ist im übrigen ein Film des Mittelmaßes. Die Vitale Musik Willi Kollos unterstützt, temperamentvoll und gutgelaunt den Regisseur…“

„Typisches Beispiel des ‚Trümmerfilms‘, der mit Anflügen von Humor nachdrücklich den Willen zum Überleben und zum Wiederaufbau suggerieren möchte.“